# Money for Nothing (пісня)
«Money for Nothing» (з англ. — «Гроші за так» або «Гроші ні за що») — сингл Dire Straits, випущений в 1985 році в складі альбому Brothers in Arms і став міжнародним хітом. Початкові слова пісні (I want my MTV) стали слоганом на каналі MTV, а відеокліп — першою композицією, яка транслювалася на каналі MTV Europe 1 серпня 1987 року. Авторство пісні розділене між Марком Нопфлером і Стінгом.
Музика пісні дуже впізнавана — вона містить добре запам'ятовуваний гітарний риф на початку виконання, який триває протягом всієї композиції.
Під час концерту Live Aid на стадіоні Вемблі пісня виконувалася групою разом зі Стінгом, що зіграло на користь популярності Dire Straits. На 28-й церемонії вручення Греммі сингл отримав нагороду за «Краще вокальне рок виконання дуетом або групою».

## Запис
Знамените звучання гітари в цій пісні вийшло випадково: звукорежисер Ніл Дорфсман (англ. Neil Dorfsman) працював над розстановкою мікрофонів, а Марк при цьому грав на гітарі. У якийсь момент люди в апаратній попросили Ніла зупинитися і послухати, що вийшло. Досягнуте звучання всім сподобалося, а розстановка при цьому виявилася «дивною настільки, що ніхто ніколи не схиляв би так мікрофони». Але саме цей запис і потрапив на альбом «Brothers in Arms». Пізніше Ніл сказав, що один мікрофон тоді перебував по центру, а інший з боку на відстані в 15-20 см. Марк Нопфлер спробував отримати таке ж звучання при записі пародії на дану пісню, яку виконав комік Weird Al Yankovic.
Стінг приїхав на Монтсеррат, коли записувалася пісня в звукозаписної студії AIR Montserrat, і був запрошений для того, щоб записати бек-вокал. Згідно Стинга, його участь обмежилася тільки рядками «I Want My MTV», і він був дуже здивований, коли його лейбл почав наполягати на співавторстві.

## Зміст
Оповідання ведеться від імені вантажників магазину, який торгує відео-, аудіоапаратурою та побутовою технікою, і коментують побачене ними в телевізорі.
Нопфлер написав пісню після реального випадку, коли прийшов купувати телевізор. Один з вантажників побачив, як по телевізору показують виступ Dire Straits і почав бурчати, чому вони повинні носити холодильники за невелику зарплату, а музиканти за годину на сцені отримують «гроші ні за що і дівок безкоштовно». Пісня співається від імені героя, який за словами Нофлера «повний тупиця». У цьому розлогому «монолозі» герой коментує рок-екстраду, вимірюючи успіх виконавця виключно з точки зору заробітку. Лексика цілком відповідає рівню оцінок. Групі потім довелося вислухати масу звинувачень в «сексизмі, расизмі і гомофобії». Найбільше проблем викликало слово «педик» (англ. Faggot), повторене кілька разів у другому куплеті: "Глянь на цього педика, нафарбованого і з сережками …. У цього педика є свій літак, цей маленький педик — мільйонер". При програванні пісні в магазинах або ресторанах на Заході це слово вирізається або не чути. Для трансляції по радіо другий куплет доводиться вирізати повністю.

## Відеокліп
Відеокліп також примітний тим, що в ньому була застосована комп'ютерна анімація, що ілюструє слова пісні. Анімації як такої майже немає (рухи персонажів скуті, а самі зображення здебільшого є панорамними рухами віртуальної камери), проте в 80-і роки це виглядало ефектно і незвично. Сам кліп був нагороджений премією «Відеокліп року» цього разу третьої церемонії MTV Video Music Awards в 1986 році.
Спочатку Марк Нопфлер не планував випускати відеокліп на цю пісню. Проте, MTV наполягла на зйомках кліпу, бажаючи показати його в своєму ефірі. Спеціально для цього Стів Беррон, директор анімаційної студії Rushes, вилетів в Будапешт переконати Марка дати згоду на зйомки і спільно розробити концепцію відеокліпу. Остаточне рішення зйомок кліпу належало дівчині Нопфлера, що стала свідком суперечки Стіва Баррона і Марка Нопфлера про пропозицію MTV і яка сказала, що це чудова ідея.
Анімація кліпу була створена на Bosch FGS-4000 двома аніматорами — Яном Пирсоном і Гевіном Блером, які пізніше створили студію комп'ютерної анімації Mainframe Entertainment. Примітно, що пізніше в мультфільмі ReBoot, створеному цією компанією, обидва персонажі з кліпу з'явилися в якості запрошених гостей у вигляді суперзірок Dire Straits (в момент їх появи почав звучати знаменитий гітарний риф) в честь вшанування дня народження одного з героїв (Enzo), проте були освистані і закидані сміттям.
У відеокліпі на цю пісню можна розглянути те, що показується по намальованим телевізорів: там видно запис концертного виконання «Money for Nothing» самою групою Dire Straits, а на сходинці «See the little faggot …» (Подивися на цього педика …) можна бачити кліп на пісню, яка анонсується як «Baby, Baby» групи First Floor (Перший поверх), альбом Turn Left (Поворот наліво), випущений якоїсь «Magyar Records». Насправді це кліп угорської поп-групи Elso Emelet, їх назва перекладається як раз як «Перший поверх», а Magyar — сама назва Угорщини. Третій «кліп» в кліпі: «Sally» від групи Ian Pearson Band, альбом Hot Dogs, звукозаписна компанія — Rush Records. Ян Пірсон — це один з аніматорів кліпу, а сам кліп — просто сцени, зняті в Будапешті. А назва звукозаписної компанії, можливо, відсилання до Rushes Postproduction — студії, де знімався кліп на пісню «Money for Nothing».

## Цікаві факти
- Альбом «Brothers in Arms», в якому пісня «Money for Nothing» виявилася найбільш комерційно успішною[джерело?], став першим альбомом в історії, проданим тиражем більше 1 мільйона копій на компакт-дисках. Також компанія «Philips» продавала тоді програвачі CD-дисків з додатком альбому в подарунок[3].
- У січні 2011 року у відповідь на скаргу одного з слухачів Канадська рада з радіомовних стандартів заборонила канадським радіостанціям відтворювати повну версію пісні, як невідповідну етичним стандартам.[4][5][6] Скарга надійшла від людини, який назвав себе представником LGBT-спільноти, що об'єднує представників сексуальних меншин. Почувши по радіо один з куплетів «Money for Nothing», він вважав його непристойним, через використання в ньому слова «faggot».[4][7] Не всі радіостанції виконали припис, дві з них із протесту цілу годину ефіру віддали тільки під цю пісню.[8][9]
- Відсилання до слів «I want my MTV» є в заставці 3-й серії 9-го сезону серіалу «Сімпсони»: Барт Сімпсон пише на дошці фразу «I no longer want my MTV»[джерело?].
- Заголовний риф пісні використовується в якості музичної заставки в аналітичній передачі «Економіка на пальцях» інформаційного порталу TUT.BY.
- Основний риф композиції був засемпльований в пісні «Поговори з нею про секс» російської хіп-хоп групи «Мальчишник»[джерело?].
- У мультфільмі Гидкий я 3, Грю грає титульний риф композиції на клавітарі, яка виступає в ролі зброї.